# Suwallia jezoensis
Suwallia jezoensis är en bäcksländeart som först beskrevs av Kohno 1953.  Suwallia jezoensis ingår i släktet Suwallia och familjen blekbäcksländor. Inga underarter finns listade i Catalogue of Life.